# رسول کر
رسول کُر (زاده ۲۴ ژوئن ۱۹۸۹) یک بازیکن فوتبال اهل ایران است.